# Hantises
Hantises est un album de Phantom featuring Jacques Duvall sorti en 2006 :

## Titres de l'album
Toutes les paroles sont écrites par Jacques Duvall, toute la musique est composée par Benjamin Schoos, Sophie Galet et Pascal Schyns.
| No | Titre                                         | Durée |
| -- | --------------------------------------------- | ----- |
| 1. | Il doit y avoir un truc                       |       |
| 2. | L'amour aigre-doux                            |       |
| 3. | J'ai fait sauter le monde                     |       |
| 4. | Bloody Mary                                   |       |
| 5. | C'est toi                                     |       |
| 6. | John-Cloude                                   |       |
| 7. | Histoire belge                                |       |
| 8. | Ta main                                       |       |
| 9. | Il doit y avoir un truc, c'est pas possible ! |       |